# Ana de Cleves (1552–1632)
Ana de Cleves (em alemão:  Anna von Kleve), também conhecida como Ana de Jülich-Cleves-Berg (Cleves, 10 de março de 1552 — Höchstädt an der Donau, 16 de outubro de 1632)  foi condessa palatina de Neuburgo e de Sulzbach, além de duquesa de Jülich e Berg pelo seu casamento com Filipe Luís do Palatinado-Neuburgo.

## Família
Ana foi a primeira filha e segunda criança nascida do duque Guilherme de Jülich-Cleves-Berg e de sua segunda esposa, Maria de Habsburgo. Seus avós paternos eram João III, Duque de Cleves e Maria de Jülich-Berg. Seus avós maternos eram o imperador Fernando I do Sacro Império Romano-Germânico e Ana da Boêmia e Hungria.
Sua tia paterna era Ana de Cleves, rainha consorte de Inglaterra como a quarta esposa de Henrique VIII.
Ela teve seis irmãos, que eram: Maria Leonor, esposa de Alberto Frederico, Duque da Prússia; Madalena, esposa de João I do Palatinado-Zweibrücken; Carlos Frederico, príncipe hereditário; Isabel; Sibila, esposa do marquês Carlos de Burgau, e e o duque João Guilherme, marido de Jacobeia de Baden, e depois de Antonieta de Lorena.

## Biografia
Aos 22 anos de idade, Ana casou-se com o conde Filipe Luís, de 26 anos, em 27 de setembro de 1574, em Neuburgo. Ele era filho do conde Wolfgang do Palatinado-Zweibrücken e de Ana de Hesse.
Eles tiveram oito filhos, quatro meninas e quatro meninos.
O conde faleceu no dia 22 de agosto de 1614, aos 66 anos de idade. Ana permaneceu viúva por dezoito anos, até seu falecimento, ao 80 anos de idade, em 16 de outubro de 1632.

## Descendência
- Ana Maria do Palatinado-Neuburgo (18 de agosto de 1575 – 11 de fevereiro de 1643), foi duquesa de Saxe-Weimar como esposa de Frederico Guilherme I, Duque de Saxe-Weimar, com quem teve seis filhos;
- Doroteia Sabina do Palatinado-Neuburgo (13 de outubro de 1576 – 12 de dezembro de 1598), não se casou e nem teve filhos;
- Wolfgang Guilherme do Palatinado-Neuburgo (4 de novembro de 1578 – 20 de março de 1653), sucessor de pai. Foi casado três vezes, mas apenas teve um filho com a primeira esposa, Madalena da Baviera, que foi o eleitor Filipe Guilherme de Neuburgo;
- Otão Henrique o Palatinado-Neuburgo (29 de outubro de 1580 – 2 de março de 1581);
- Augusto do Palatinado-Sulzbach (2 de outubro de 1582 – 14 de agosto de 1632), foi marido de Edviges de Holsácia-Gottorp, com quem teve sete filhos;
- Amália Edviges do Palatinado-Neuburgo (24 de dezembro de 1584 – 15 de agosto de 1607), não se casou e nem teve filhos;
- João Frederico do Palatinado-Sulzbach-Hilpoltstein (23 de agosto de 1587 – 19 de outubro de 1644), foi casado com Sofia Inês de Hesse-Darmstadt, com quem teve oito filhos;
- Sofia Bárbara do Palatinado-Neuburgo (3 de abril de 1590 – 21 de dezembro de 1591).